# مجمع خليفة الدولي للتنس والاسكواش
مجمع خليفة الدولي للتنس والاسكواش هو مجمع لكرة المضرب والاسكواش في الدوحة، قطر. يمتلك المجمع ويديره اتحاد قطر لكرة المضرب. هذا هو المكان الرئيسي لإقامة بطولة قطر المفتوحة للتنس التابعة إلى رابطة محترفي التنس وبطولة قطر المفتوحة للسيدات التابعة إلى رابطة محترفات التنس. استضافت سابقا جولة بطولات رابطة محترفات التنس من 2008 إلى 2010. كما استضافت مسابقات كرة المضرب والاسكواش في دورة الألعاب الآسيوية 2006 التي عقدت في الدوحة.

## التاريخ
بدأت لعبة كرة المضرب الاحترافية في قطر مع البطولات الاستعراضية التي تضم لاعبين متميزين. نظرا لنجاح هذه الألعاب تقرر إنشاء منظمة رسمية لنفسها. في 9 أبريل 1984 تأسس اتحاد قطر لكرة المضرب. في عام 1987 تم تقديم كرة المضرب للأندية الرياضية الكبرى في قطر. عقدت الألعاب في أربعة أندية رياضية رئيسية وهي العربي والسد والأهلي والريان.
في عام 1991 ازدادت مرافق اتحاد قطر لكرة المضرب بما في ذلك عدد ملاعب كرة المضرب وفي 16 ديسمبر 1992 افتتح هذا المجمع الجديد.

## الموقع
يقع المرفق بجوار نادي قطر الرياضي ومجمع الدوحة في منطقة الدفنة في الدوحة. تقع على طرف واحد من منطقة الخليج الغربي عند تقاطع شارعي مجلس التعاون والمرخية.
يبعد مسافة قصيرة سيرا على الأقدام عن الفنادق الكبرى والمؤسسات التجارية في المنطقة. العديد من المطاعم مثل فدركرز وبرغر كينغ لديها فروع حول المجمع.

## التوسع والمرافق
كانت السعة الاستيعابية المبدئية للملعب تبلغ 4500 مقعد. تم تجديده وتوسيعه في عام 2008 بزيادة قدرتها 7000. مناطق إضافية أدخلت في المرفق مثل مناطق الشركات والأقسام السفلى والوسطى والعليا. كما يتم تضمين مركز إعلامي وأكشاك للراعي.
لتلبية الاحتياجات المحلية تم إدخال خيمة كبار الشخصيات المثيرة للإعجاب جنبا إلى جنب مع منطقة عامة مع قاعات الطعام والترفيه تدريجيا. يضم المجمع 24 ملعب وجميع التسهيلات اللازمة لاستضافة بطولات كرة المضرب الكبرى في العالم.

## معرض الصور

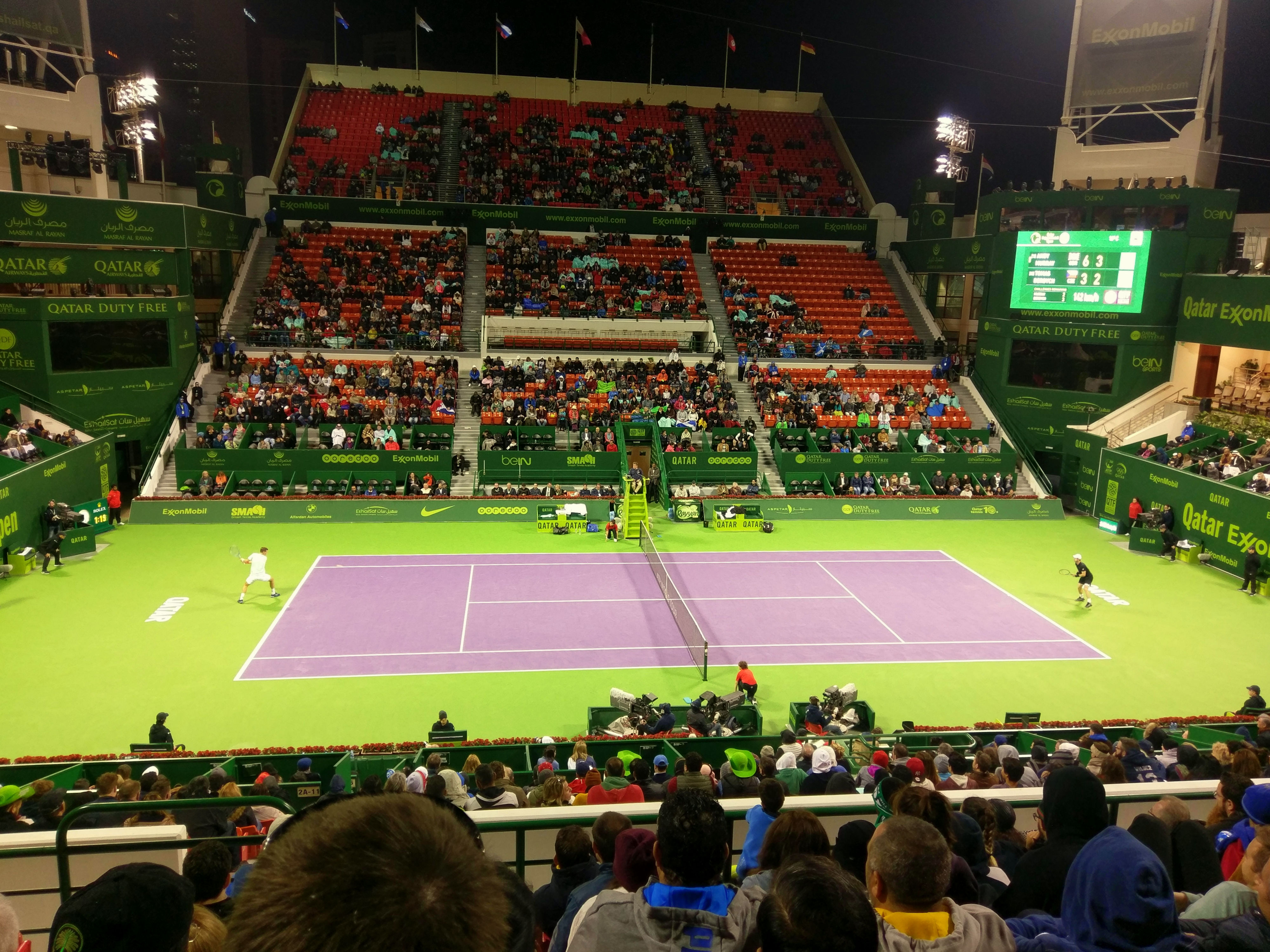
إطلالة على الملعب المركزي الرئيسي لكرة المضرب في المجمع.
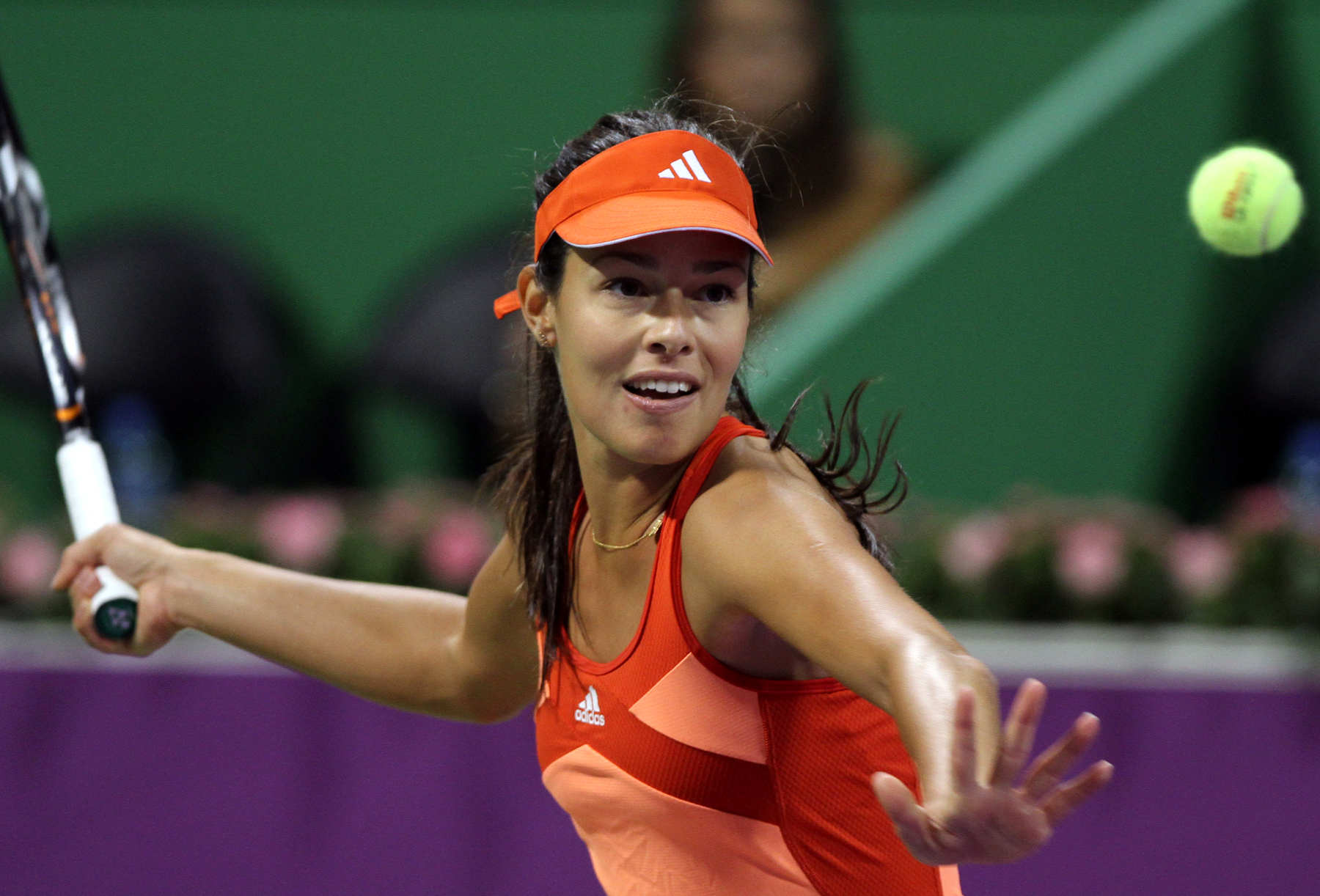
آنا ايفانوفيتش في قطر المفتوحة.
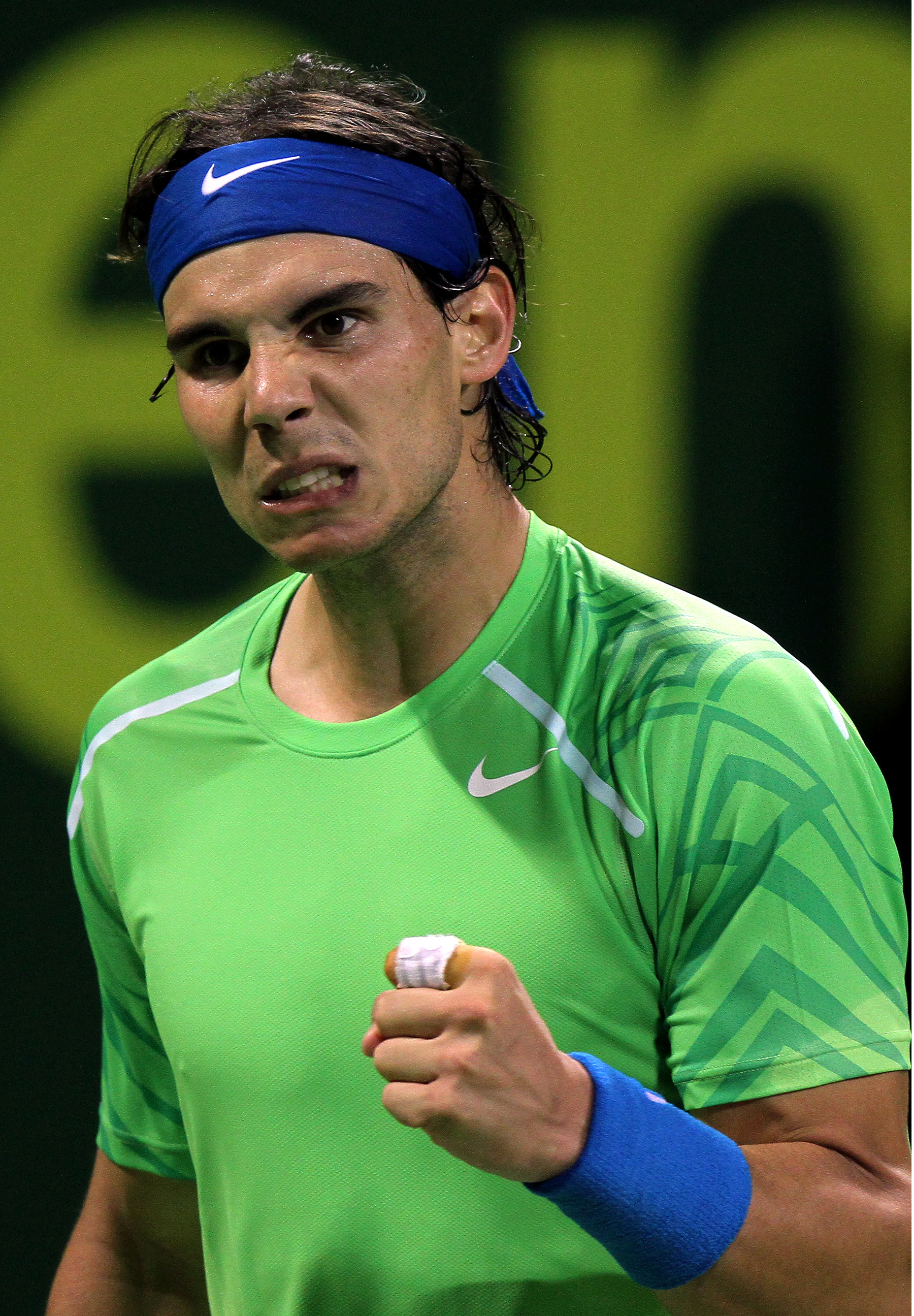
رافائيل نادال في المجمع خلال إحدى المباريات.
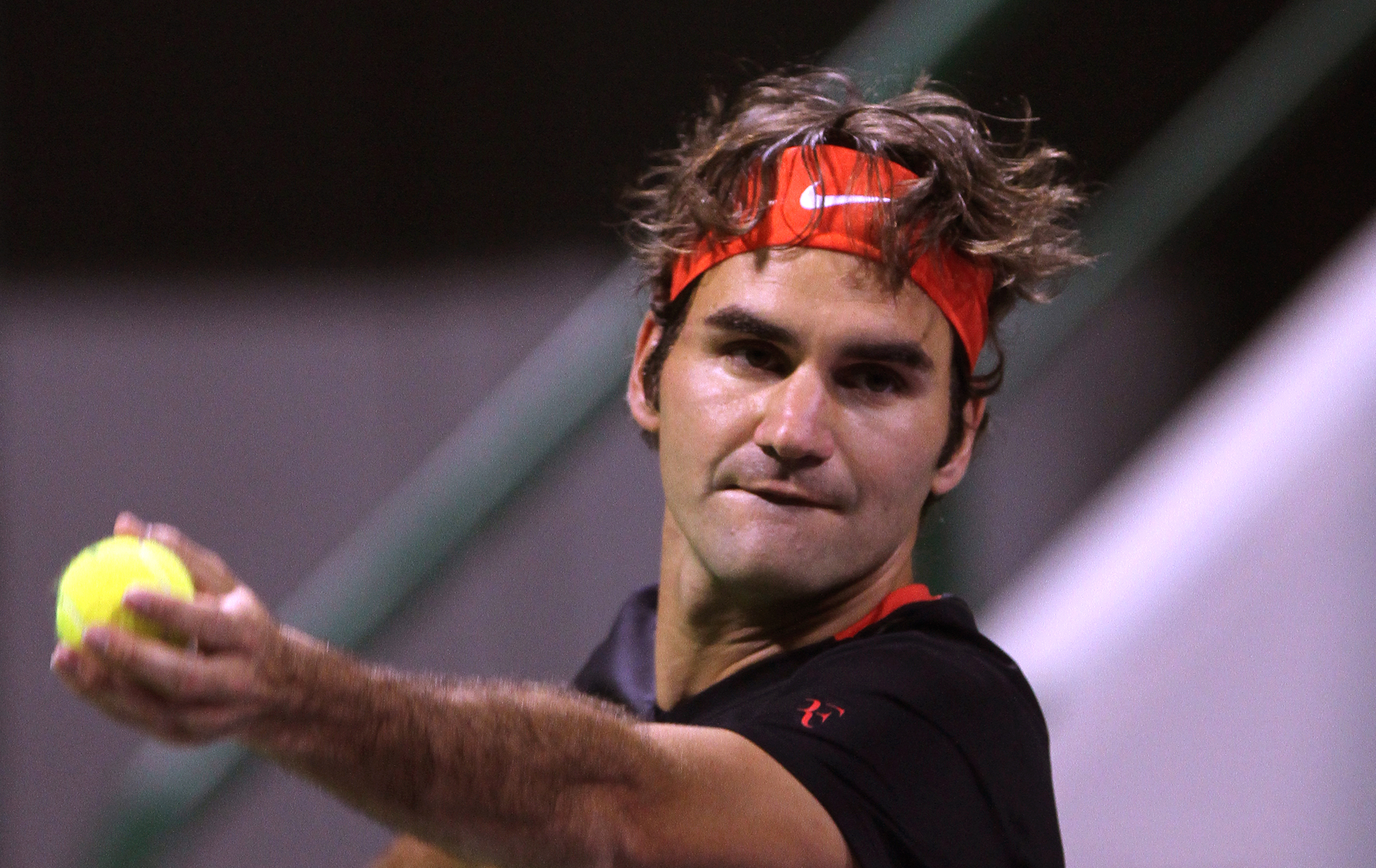
روجر فيدرير يتأرجح ليأخذ لقطة في الدوحة.